# Sanassar Howhannisjan
Sanassar Rasmiki Howhannisjan (armenisch Սանասար Ռազմիկի Հովհաննիսյան; * 5. Februar 1960 in Moskau, Sowjetunion) ist ein ehemaliger armenischer Ringer.

## Karriere
Howhannisjan begann 1971 mit dem Ringen und zählte in den 1980er-Jahren zu den stärksten Freistilringern im Halbschwergewicht. Seinen größten Triumph feierte er 1980 mit dem Olympiasieg in Moskau. Ein Jahr später wurde er Weltmeister, 1986 folgte der Europameistertitel. Für seine sportlichen Leistungen wurde er 1980 als Verdienter Meister des Sports der UdSSR ausgezeichnet.
1982 warf ihn eine schwere Rückenverletzung für zwei Jahre aus dem Wettkampfbetrieb. Nach seiner Genesung kehrte er in die internationale Spitze zurück und qualifizierte sich 1984 erneut für die Olympischen Spiele. Aufgrund des sowjetischen Boykotts blieb ihm jedoch eine Teilnahme verwehrt. Stattdessen nahm er an den Wettkämpfen der Freundschaft teil, wo er im Halbschwergewicht die Goldmedaille gewann.
Nach seinem EM-Titel 1986 erlitt Howhannisjan eine weitere langwierige Rückenverletzung. Beim späteren Comeback trat er im Schwergewicht an, konnte jedoch nicht an frühere Erfolge anknüpfen und verpasste die Qualifikation für die Olympischen Spiele 1988. Insgesamt gewann er zwei sowjetische Meistertitel – 1981 im Halbschwergewicht und 1989 im Schwergewicht. Nach dem Zerfall der Sowjetunion beendete er seine aktive Laufbahn.
Howhannisjan absolvierte ein Studium an der Moskauer Nationalen Forschungsuniversität für Bauwesen.